# Cmentarz żydowski w Krasławiu
Cmentarz żydowski w Krasławiu (łt. Krāslavas ebreju kapi) – cmentarz żydowski zlokalizowany w południowej części Krasławia na Łotwie, na prawym brzegu Dźwiny.
Gmina żydowska w Krasławie została założona w 1764 i z tego okresu zapewne pochodzi cmentarz. W 1935 Żydzi stanowili 33,7% ludności miasta. Wraz z niemiecką okupacją, już 29 czerwca 1941 lokalna samoobrona zaczęła aresztować i rozstrzeliwać niektórych Żydów. Pod koniec lipca 1941 rozpoczęły się masowe aresztowania, w wyniku których krasławskich Żydów (około tysiąc osób) umieszczono w dwóch synagogach i innych budynkach, a potem w różnych okolicznościach zamordowano. 
Po zakończeniu II wojny światowej szczątki Żydów z różnych miejsc egzekucji zostały ekshumowane i ponownie pochowane na cmentarzu żydowskim. Posadowiono tu pomnik z rzeźbioną gwiazdą Dawida i napisami w języku:
- rosyjskim: „Wieczna pamięć ofiar faszyzmu”,
- hebrajskim „Za tych, którzy zginęli w czasie wojny w 1941"[5].

W 2018 nekropolia została uprzątnięta przez młodzież z Niemiec, Włoch i Wietnamu.
Niektóre nagrobki na cmentarzu pochodzą z XIX i początku XX wieku, ale są też nowsze.